# Bệnh Tay–Sachs

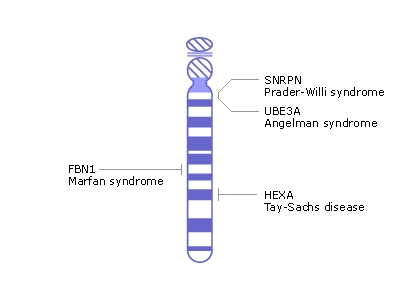
Filename:Human chromosome 15 from NCBI Bookshelf.jpg
Description:Ideogram of human chromosome 15.
License:Public domain
Date:1998
Author:National Center for Biotechnology Information
Categories:Angelman syndrome, HEXA, Human chromosome 15, Marfan syndrome, Prader-Willi syndrome, Tay–Sachs disease

Bệnh Tay–Sachs là một rối loạn di truyền dẫn đến sự phá hủy các tế bào thần kinh trong não và tủy sống. Loại phổ biến nhất, được gọi là bệnh Tay–Sachs trẻ sơ sinh, trở nên rõ ràng vào khoảng ba đến sáu tháng tuổi với việc em bé mất khả năng lật, ngồi hoặc bò. Sau đó, sau đó là co giật, mất thính lực và không thể di chuyển. Cái chết thường xảy ra trong thời thơ ấu. Ít phổ biến hơn bệnh có thể xảy ra trong thời thơ ấu hoặc trưởng thành. Những hình thức này thường nhẹ hơn trong tự nhiên.
Bệnh Tayifer Sachs được gây ra bởi một đột biến gen trong gen HEXA trên nhiễm sắc thể 15. Nó được thừa hưởng từ cha mẹ theo cách thức tính lặn tự phát. Đột biến dẫn đến các vấn đề với một enzyme có tên là beta-hexosaminidase A dẫn đến sự tích tụ của ganglioside phân tử GM2 trong các tế bào, dẫn đến độc tính. Chẩn đoán bằng cách đo mức hexosaminidase A trong máu hoặc xét nghiệm di truyền. Nó là một loại gangliosidosis GM2 và một loại bệnh tích tụ mỡ sphingosine.
Việc điều trị bệnh Tay–Sachs được hỗ trợ trong tự nhiên. Điều này có thể liên quan đến nhiều chuyên ngành cũng như hỗ trợ tâm lý xã hội cho gia đình. Bệnh này hiếm gặp trong dân số nói chung. Ở người Do Thái Ashkenazi, người Canada gốc Đông Nam Quebec và Cajun ở miền nam Louisiana, tình trạng này phổ biến hơn. Khoảng 1 trong 3.600 người Do Thái Ashkenazi khi sinh bị bệnh này.
Bệnh này được đặt theo tên của Waren Tay, người vào năm 1881 lần đầu tiên mô tả một đốm đỏ có triệu chứng trên võng mạc của mắt; và Bernard Sachs, người đã mô tả vào năm 1887 những thay đổi của tế bào và ghi nhận tỷ lệ bệnh này gia tăng ở người Do Thái Ashkenazi. Người mang một alen Tay–Sachs thường là bình thường. Người ta đã đưa ra giả thuyết rằng việc trở thành người mang mầm bệnh có thể mang lại sự bảo vệ khỏi một tình trạng khác như bệnh lao, giải thích sự tồn tại của alen trong một số quần thể nhất định. Các nhà nghiên cứu đang xem xét liệu pháp gen hoặc liệu pháp thay thế enzyme như là phương pháp điều trị có thể.